# Gunnar Ekström (jurist)
Gunnar Oscar Ekström, född den 21 januari 1902 i Malmö, död där den 3 september 1972, var en svensk jurist. Han var son till Oscar Ekström.
Ekström avlade studentexamen i Malmö 1921 och juris kandidatexamen vid Lunds universitet 1926. Efter genomförd tingstjänstgöring 1926–1929 började han sistnämnda år tjänstgöra i Skånska hovrätten, där han blev fiskal 1930, extra ordinarie assessor 1934, assessor 1936, hovrättsråd 1940 och vice ordförande på avdelning 1947. Ekström blev riddare av Nordstjärneorden 1944 och kommendör av samma orden 1959. Han vilar på Limhamns kyrkogård i Malmö.